# Fontan
Fontan (in italiano Fontano, ; in ligure O Fontan, nella variante locale brigasca E Fontan) è un comune francese di 329 abitanti situato nel dipartimento delle Alpi Marittime della regione della Provenza-Alpi-Costa Azzurra.

## Geografia
Fontan sorge lungo le rive del fiume Roia, nel cuore delle Alpi Marittime. Il villaggio è situato a 12 km a sud-ovest di Tenda e a 33 km a nord di Ventimiglia. Il territorio comunale di Fontan, ai confini del Parco nazionale del Mercantour, è l'unico della val Roia a non essere ai confini di stato italo-francesi.

## Etimologia
Il toponimo viene dalla denominazione latina di Fontes aquarum ("Fonti delle acque"), che ricorda le fresche sorgenti d'acqua le quali alimentano il paese.

## Storia
Il villaggio fu fondato il 30 giugno 1616 con un'ordinanza dal duca di Savoia Carlo Emanuele I sulla strada regia della val Roia (ora ex RN204 parte francese della ex SS20). La presenza nella regione della peste nel 1631 spinge alcune famiglie di Saorgio a stabilirsi a Fontano.
La posizione del villaggio su una rotta commerciale, finisce tuttavia anche per porla su una via d'invasione degli eserciti verso il Piemonte.
Fontano e le sue frazioni di “Berghe Superiore“ e "Berghe Inferiore" sono infeudati, per acquisto, al conte Solaro, marchese di Breglio, scudiero della duchessa di Savoia e governatore del principe di Piemonte, che cede il feudo ai Roffredo, i quali sono rimasti signori di Fontano e Saorgio fino al 1794, data della prima annessione alla Francia.
Il quartier generale dell'esercito del Regno di Sardegna durante la guerra fra il Piemonte e la Francia del 1792-1794 si stabilirà a Fontano.
Paolina Bonaparte e suo marito Camillo Borghese passano il 20 aprile per Fontano, quando si recano da Nizza a Torino, e ricevono l'omaggio della municipalità ed i notabili di Saorgio.
Il papa Pio VII passa a Fontano nel 1809 quando, tenuto prigioniero, si rende prima a Nizza e poi a Savona. Nel 1860, assieme a tutta la media val Roia, fu ceduto dal Regno di Sardegna alla Francia. Nel 1871 Fontan ottenne l'autonomia amministrativa da Saorgio.
Nel corso della Seconda Guerra mondiale, il paese, preda di guerra, è occupato dal 1940 dal Regio Esercito, e dopo l'armistizio venne gestito direttamente dalla Wehrmacht.
La totalità della popolazione civile del villaggio è in seguito deportata dalle truppe d'occupazione tedesche fino a Torino in Italia tra il mese di dicembre 1944 e l'aprile 1945.
Questo episodio del conflitto nelle Alpi Marittime è stato oggetto di una tesi di laurea in storia contemporanea, redatta da Goulven Godon, preparata sotto la direzione di Jean-Louis Panicacci, sostenuta dinanzi all'Università di Nizza Sophia-Antipolis nel giugno 2004 e dal titolo "La deportazione delle popolazioni civili delle vallate del Roia e del Bevera in Italia del nord (1944-1945)".

## Monumenti e luoghi d'interesse
- Chiesa di Nostra Signora della Visitazione, barocca, fu aperta al culto il 2 giugno 1632.

## Società

### Evoluzione demografica
Abitanti censiti